# Kalay
Kalay (birmanisch ကလေး) ist eine Kleinstadt in der Sagaing-Region in Myanmar. Sie liegt flussaufwärts von Mandalay und Monywa am Myittha, einem Nebenfluss des Chindwin. Bei der Volkszählung 2014 lag die städtische Einwohnerzahl von Kalay bei 130.506 von denen die Mehrheit der Ethnie der Chin angehört. Er hat an Bedeutung gewonnen, da der 165 km lange Abschnitt Tamu-Kalay der trilateralen Autobahn Indien-Myanmar-Thailand, die von der Border Roads Organization Indiens gebaut wurde und den grenzüberschreitenden Verkehr zwischen Myanmar und Indien ermöglicht. 

## Geografie
Geographisch gesehen ist die Besonderheit der Stadt, dass der Nördliche Wendekreis durch sie verläuft. Dieser Punkt wurde durch den Meilenpfosten 55/56 in der Nähe des Dorfes Kyansitgon markiert. Die Stadt liegt auf einer durchschnittlichen Höhe von 140 m über dem Meeresspiegel und hat eine malerische Kulisse mit dem Laytha Hill im Osten und den Chin Hills im Westen.
Die Stadt wird vom Myittha-Fluss bewässert, der in Süd-Nord-Richtung fließt, vom Nayyinzaya-Fluss, der in Nord-Süd-Richtung fließt, und vom Manipura-Fluss (auch Nunkathe-Fluss genannt), der jenseits der internationalen Grenze zu Indien fließt; der letztgenannte Fluss hat seinen Ursprung im Bundesstaat Manipur im Nordosten Indiens.

## Geschichte
Der Überlieferung nach wurde Kalay am 3. Februar 966 als Stadt gegründet. Eine 1983 in Kalay ausgegrabene Votivtafel mit einer Inschrift in der Mon-Sprache verweist auf den "Aniruddha, den großen König".
Während des Zweiten Weltkriegs war Kalay ein wichtiger Umgruppierungspunkt für die Briten während ihres Rückzugs aus Burma im Jahr 1942, da der Zugang nach Indien entlang des Manipur-Flusses relativ einfach war.
Am 19. September 2007 marschierten 200 Mönche durch die Straßen von Kalay als Teil der Demonstrationen in Myanmar 2007. In den nächsten Tagen schlossen sich den Mönchen Tausende von Menschen der ethnischen Gruppe der Chin an. Am 24. September marschierten Studenten mit Plakaten von der Universität Kalay und protestierten, indem sie die Freilassung von Aung San Suu Kyi und zwei weiteren politischen Gefangenen forderten.
Im Juli 2015 löste ein Monsunregen eine Naturkatastrophe aus, und in vier Regionen des Landes wurde der Ausnahmezustand ausgerufen. Die Katastrophe verursachte eine Sturzflut in Kalay und den umliegenden Gebieten. Kalay wurde durch die Katastrophe verwüstet.

## Transport
Die strategische Straße zwischen Indien und Myanmar, die mit Unterstützung der indischen Regierung gebaut wurde, ist die 165 Kilometer lange Tamu-Kalay-Straße. Die Border Roads Organization, eine halbstaatliche Organisation der indischen Regierung, begann 1997 mit dem Bau dieser Straße, die 2001 vom indischen Außenminister eröffnet wurde. Daneben verfügt die Stadt über den Kalaymyo Airport, welcher von den Briten gebaut wurde.